# Fatalità (Paola & Chiara)
Fatalità è un singolo del duo musicale italiano Paola & Chiara, pubblicato il 16 giugno 2005 come secondo e ultimo estratto dalla prima raccolta discografica Greatest Hits.

## Descrizione
Il brano, dopo A modo mio, è il secondo inedito della prima raccolta della carriera del duo, Greatest Hits, uscita nel 2005.
La canzone è stata scritta dalle due artiste ed è stata prodotta dalle stesse insieme a Roberto Baldi e Michele Monestiroli. Il brano è uscito anche nell'omonimo EP, che conteneva anche altre già note canzoni e remix del duo.

## Video musicale
Per la canzone è stato prodotto un videoclip diretto da Tommaso Pellicci.

## Tracce
CD promozionale
1. Fatalità (Radio Edit) – 4:04

Maxi singolo - EP
1. Fatalità – 5:06
2. Disco Dj – 3:51
3. Amare di più (Rog&Clast Beats) – 2:34
4. Viva el amor! (Rmx by Ventura/Colombo) – 3:45
5. The Time Is Now (Live From Radio Deejay May 2000) – 4:49
6. Fatalità (Instrumental) – 5:08

## Classifiche
| Classifica (2005) | Posizione massima |
| ----------------- | ----------------- |
| Italia            | 29                |